# Neoris naessigi
Neoris naessigi är en fjärilsart som beskrevs av De Freina 1992. Neoris naessigi ingår i släktet Neoris och familjen påfågelsspinnare. Inga underarter finns listade i Catalogue of Life.